# Ушбулацький сільський округ
Ушбула́цький сільський округ (каз. Үшбұлақ ауылдық округі, рос. Ушбулакский сельский округ) — адміністративна одиниця у складі Алакольського району Жетисуської області Казахстану. Адміністративний центр — село Ушбулак.
Населення — 835 осіб (2021; 1298 у 2009, 1984 у 1999, 2281 у 1989).
Станом на 1989 рік існувала Глиновська сільська рада (села Айпара, Жаунгер, Глиновка, Кенес) колишнього Андрієвського району.

## Склад
До складу округу входять такі населені пункти:
| Населений пункт | Населення, осіб (1989) | Населення, осіб (1999) | Населення, осіб (2009) | Населення, осіб (2021) |
| --------------- | ---------------------- | ---------------------- | ---------------------- | ---------------------- |
| Айпара, село    | 221                    | 245                    | 157                    | 49                     |
| Жаунгер, село   | 82                     | -                      | -                      | -                      |
| Кенес, село     | 243                    | 166                    | 130                    | 81                     |
| Ушбулак, село   | 1735                   | 1573                   | 1011                   | 705                    |